# Alicja Adamczak
Alicja Adamczak (ur. 14 lipca 1949 w Dwikozach) – polska prawniczka, radca prawny, nauczyciel akademicki, rzecznik patentowy, w latach 2002–2019 prezes Urzędu Patentowego Rzeczypospolitej Polskiej.

## Życiorys
W 1971 ukończyła studia prawnicze na Wydziale Prawa i Administracji Uniwersytetu Warszawskiego. W białostockiej filii UW w 1996 uzyskała stopień doktora nauk prawnych na podstawie rozprawy zatytułowanej Pełnomocnik w postępowaniu patentowym. Ukończyła także aplikację sędziowską, uzyskała uprawnienia radcy prawnego i rzecznika patentowego. Jako nauczyciel akademicki związana z  Wydziałem Zarządzania i Modelowania Komputerowego Politechniki Świętokrzyskiej. Specjalizuje się w zagadnieniach związanych z własnością przemysłową. Przez dwie kadencje kierowała Polską Izbą Rzeczników Patentowych i Krajową Radą Rzeczników Patentowych. Brała udział w tworzeniu przepisów prawnych (w tym prawa własności przemysłowej). Była też redaktorem naczelnym periodyku „Rzecznik Patentowy”. Została członkinią m.in. Komitetu Narodowego ds. Współpracy z Europejskim Stowarzyszeniem Menadżerów Nauki (EARMA) Polskiej Akademii Nauk.
1 lipca 2002 objęła stanowisko prezesa Urzędu Patentowego Rzeczypospolitej Polskiej. Urzędem tym kierowała do maja 2019.
W 2000, za wybitne zasługi w tworzeniu prawa ochrony własności przemysłowej, za zasługi w działalności na rzecz Zrzeszenia Rzeczników Patentowych, prezydent Aleksander Kwaśniewski odznaczył ją Krzyżem Oficerskim Orderu Odrodzenia Polski.
Jest żoną Stanisława Adamczaka.